# Massimo Biscardi
Massimo Biscardi (Monopoli, 4 ottobre 1955) è un musicista italiano.
Organizzatore musicale, docente di pianoforte, dal 2014 al 2024 Sovrintendente della Fondazione Lirico Sinfonica Petruzzelli e Teatri di Bari. Il 29 ottobre 2024 è stato eletto dagli Accademici di Santa Cecilia Presidente-Sovrintendente dell’Accademia Nazionale di Santa Cecilia per il quinquennio 2025-2030.

## Formazione
Dopo aver compiuto gli studi classici, si è diplomato in pianoforte, composizione e direzione d’orchestra, perfezionandosi con i maestri Vincenzo Vitale, Armando Renzi e Franco Ferrara. 
Dall’età di diciassette anni ha tenuto concerti come pianista e, in seguito, come direttore d’orchestra, in prestigiose istituzioni musicali come l’Accademia Nazionale di Santa Cecilia di Roma, il Teatro Colòn di Buenos Aires, l’Arena di Verona, il Teatro Massimo di Palermo, il Teatro di San Carlo e l’Orchestra Alessandro Scarlatti di Napoli. 
Dall’età di quarant’anni si è dedicato esclusivamente alla organizzazione musicale. Dal 1992 al 2010 è stato, per più di diciotto anni consecutivi, direttore artistico del Teatro Lirico di Cagliari; dal 2012 al 2014 è stato consulente artistico dell’Orchestra Mozart diretta da Claudio Abbado e dal 2014 è Sovrintendente e Direttore artistico della Fondazione Teatro Petruzzelli di Bari, teatro che ha in questi dieci anni ottenuto un considerevole sviluppo artistico e organizzativo unanimemente riconosciuto. 
Numerosissime sono le opere da lui riscoperte o di rara rappresentazione messe in scena fra le quali: Oedipe di Enescu, Dalibor di Smetana, Die Feen di Wagner, A Village Romeo and Juliet di Delius, Semën Kotko di Prokofiev, Cherubin di Massenet, Euryanthe di Weber, Goyescas di Granados, Opričnik e Cerevicki di Ciaikovsky, Alfonso und Estrella di Schubert, La leggenda della città invisibile di Kitez di Rimskij-Korsakov, Hans Heiling di Marschner, Die Vögel di Braunfels. 
Nel 2001 gli è stato conferito il Premio Abbiati della critica musicale italiana con la seguente motivazione: 
Per la qualità e la determinazione artistica, nell’impegno di programmazione e divulgazione di titoli rari del repertorio operistico, suffragata dalle recenti e continuative prime esecuzioni italiane.
Grande impegno ha profuso a favore della diffusione delle creazioni dei compositori italiani contemporanei, in un primo periodo, fra il 1992 e il 2010, dedicandosi a figure come Aldo Clementi, Azio Corghi, Sylvano Bussotti, Ivan Fedele, Michele Dall’Ongaro, Fabio Nieder, Alberto Colla, Carlo Boccadoro, Francesco Antonioni, Fabio Vacchi che scrissero nuove composizioni commissionate per l’Orchestra del Teatro Lirico di Cagliari o per l’Orchestra Mozart.
In un secondo periodo, dal 2021 ad oggi, attraverso le rassegne intitolate Aus Italien, composte da venti programmi ognuno dei quali dedicato a un compositore italiano vivente fra cui Salvatore Sciarrino, Ivan Fedele, Carlo Boccadoro, Pasquale Corrado, Caterina Di Cecca, Michele Dall’Ongaro, Luca Francesconi, Silvia Colasanti, Azio Corghi, Alessandro Solbiati, Matteo D’Amico, Fabio Vacchi, Marcello Panni, Simone Cardini, Andrea Portera, Federico Gardella, Aureliano Cattaneo, Claudio Ambrosini, eseguiti dall’Orchestra e dal Coro del Teatro Petruzzelli di Bari.
Per questo progetto gli è stato conferito il secondo Premio Abbiati della critica musicale italiana con la seguente motivazione:
Per l’originalità della proposta della rassegna “Aus Italien”, ammirata per l’elevata qualità delle esecuzioni musicali e delle riprese audio-video.
Nel 2022 è stato eletto Accademico effettivo dell’Accademia Nazionale di Santa Cecilia.
Il 29 ottobre 2024 gli Accademici di Santa Cecilia lo hanno eletto Presidente-Sovrintendente dell’Accademia Nazionale di Santa Cecilia per il quinquennio 2025-2030.